# Superpowered: The DC Story
Superpowered: The DC Story és una sèrie de televisió documental estatunidenca la primera temporada de la qual es va estrenar el 20 de juliol de 2023 a HBO Max. La primera temporada consta de tres episodis. S'ha subtitulat al català.
La sèrie gira al voltant de l'editorial de còmics DC Comics, i com va créixer des dels seus inicis el 1934 fins a convertir-se en una de les editorials de còmics més reeixides, darrere d'un gran nombre de superherois com Superman, Batman, Flash, Wonder Woman, Aquaman i Green Lantern.